# 蒙鰩
鏡鰩（學名：Raja montagui），為軟骨魚綱鰩目鰩科鰩屬的一種，分布於東大西洋雪特蘭群島、北海南部與波羅的海西部到茅利塔尼亞, 包括地中海西部海域，深度8至530公尺，本魚體盤呈亞菱形，喙短，翼尖圓。幼魚的上表面幾乎光滑，但成魚的上表面有刺，除了胸鰭的裸露中心和圓盤的後部外，下表面幾乎光滑；眶刺分離，從頸背到第一背鰭有一排20-50個眶刺，背鰭間有1-2個刺，尾部末端有2個大小相同的背鰭。背部呈褐色，有許多小黑點，但未達到圓盤邊緣，通常在每個胸鰭後部，黑點集中形成一個環，圍繞著一個蒼白的中心，下側白色，體長可達102公分，壽命可達18年，棲息在大陸棚海域，為底棲性魚類，肉食性，以甲殼類為食，卵生，卵囊呈長方形，具有堅硬的角質觸鬚，幼魚可能傾向跟隨大的個體，生活習性不明，可作為食用魚。